# BT Tower
BT Tower — радиотелевизионная передающая станция в центральном Лондоне высотою 189 метров. Выполнена в форме цилиндра из железобетона, облицованного стеклом. Главный телекоммуникационный центр Великобритании. Принадлежит британской компании BT Group. До 1992 года носила название British Telecom Tower.
Пришла на смену стальной телебашне, построенной в конце 1940-х годов. Главные архитекторы проекта — Эрик Бедфорд и Г. Йейтс. Строительство башни для передачи высокочастотных радиоволн велось по заказу Главного почтового управления Великобритании с 1961 по 1964 годы. Стоимость проекта составила 2 млн фунтов стерлингов. При её строительстве было использовано 13 тысяч тонн стали, бетона и стекла. В конструкции были предусмотрены сувенирный магазин и вращающийся ресторан. Официально открыта в присутствии премьер-министра Гарольда Вильсона 8 октября 1965 года. Открыта для публики в 1966 году. 31 октября 1971 года на вершине башни произошёл взрыв бомбы, ответственность за который взяла на себя Временная Ирландская республиканская армия.
До 1980 года башня оставалась самым высоким сооружением Лондона и всей Великобритании. Ресторан был закрыт в 1980 году. В начале 2000-х годов в верхней части башни установлена подсветка на 360 градусов. Башню обслуживают два скоростных лифта, достигающие верхнего этажа за 30 секунд.
В 2023 году башня была продана BT Group за 275 млн. ф.с. MCR Hotels, планировавшей построить отель на месте сооружения.